# Musée Norman Rockwell
Le musée Norman Rockwell est un musée d'art situé à Stockbridge, dans le Massachusetts consacré à l'œuvre de l'illustrateur américain Norman Rockwell. Il abrite la plus grande collection d'œuvres originales du peintre.

## Histoire
Le musée est fondé en 1969 à Stockbridge, où Rockwell a vécu les dernières 25 années de sa vie. Le musée est à son emplacement actuel depuis 1993. Sa conception fut élaborée par l'architecte Robert A. M. Stern.

## Collection
En plus des 574 œuvres originales de Rockwell, le musée abrite aussi les Archives Norman Rockwell, une collection de plus de 100 000 articles divers, incluant des photographies, courriers de fans, et plusieurs documents commerciaux. En 2014 le Famous Artists School fit don de ses archives au musée, dont des dessins préparatoires de Rockwell, un de ses membres fondateurs en 1948.

## Distinctions
- 2008 : National Humanities Medal[3].